# Aleos
Aleos (řecky.: Ἀλεός , Aleos), král Tegei, postava řecké mytologie. Je mu připisováno založení města Tegea, je eponymním oikistem města Alea v Arkádii a zakladatelem tegejské svatyně Athény Alea. Někdy je zobrazován jako král celé Arkádie.

## Původ
Aleos byl synem Afeidase, krále Tegei v Arkádii a vnuk Arkase, krále Arkádie. Afeidasovi bratři, Azan a Elatos vládli každý v jim určených oblastech. Jeden v Azanii, druhý v Kyllini. Po Azanově smrti se jeho syn Klitor stal nejmocnějším vládcem Arkádie. Po Klitorově bezdětné smrti ho následovali Aipytos a Stymfalos, synové Elatose. Když byl Stymfalos zavražděn falešným přítelem Pelopsem a Aipytos zemřel při lovu, uštknutý hadem, vládl dále Aleos. Oženil se s Neairou, dcerou jednoho z Elatosových synů, Pereuse. S Neairou měl dcery Auge a Alkidike a syny Kefea, Lykurga a možná také Amfidama Jeho dcera Alkidike byla ženou krále Salmóna z Elidy. Aleos postavil chrám Athény Alea v Tegea

## Problémy s dcerou
Když Auge dospívala, předpověděla Aleosovi Pýthia v Delfách, že syn jeho dcery zabije dva bratry jeho manželky Auge. Aby tomu zabránil učinil Auge kněžkou v chrámu Athény Alea, který sám nechal postavit. Také vyhrožoval, že ji zabije, pokud poruší slib cudnosti. O něco později se v Tegei zastavil Héraklés, který jel proti králi Augiovi nebo se vracel ze Sparty. Aleus ho přivítal v Athénině chrámu. Héraklés, opojený vínem, pannu kněžku poblíž fontány severně od chrámu znásilnil. 
Po odchodu Hérakla bylo město Tegea zasaženo katastrofou sucha. Aleos opět požádal Pythii o proroctví a dozvěděl se, že v Athénině chrámu byl spáchán zločin. Ve chrámu našel Auge ve velmi vysokém stupni těhotenství. Nevěřil jejím ujištěním, že ji Héraklés znásilnil. Odtáhl ji na tržiště v Tegei, kde Auge klesla na kolena. Aleos se však neodvážil ji na veřejnosti zabít. Přesvědčil proto sousedního krále Nauplia, aby ho zachránil a Auge utopil. Nauplios vzal těhotnou Auge, ale ta cestou na hoře Parthenion dostala porodní bolesti. Pod záminkou odešla do lesa a porodila syna, kterého schovala v lesní houštině. V Naupliu se král místo utopení princezny rozhodl ji dobře prodat na otrokářském trhu. Zakoupil ji obchodník z Kárie, který ji poté dále prodal Teuthrasovi, králi mýsijské Teuthranie. Když si Teuthras koupil Auge, oženil se s ní. Aleos otočit kolo osudu nedokázal. Telefos, nalezený na hoře Parthenion, odkojen laní a vychován pastevci, nevědomý svého původu, náhodně zabil své dva strýce. 
Podle jiné verze mýtu zavřel Aleus Auge a její dítě do truhly a hodil je do moře. Pod ostražitým okem bohyně Athény odplula truhla směrem k Malé Asii a zastavila se u ústí řeky Kaikos. Teuthras, který našel Auge v truhle, se s ní oženil a jejího syna adoptoval. 